# Stadtmuseum di Monaco di Baviera
Lo Stadtmuseum è un museo di Monaco di Baviera.

## Storia
Sei palazzi adiacenti formano il museo cittadino di Monaco di Baviera; due di essi, il Marstall e lo Zeghaus, vennero costruiti nel XV secolo per essere usati come granai, ma successivamente vennero usati come stalle e arsenali. Nella seconda metà del XIX secolo l'arsenale veniva utilizzato come spazio espositivo per il museo di storia locale. Infatti, in quel periodo, si stava sviluppando la moda di collezionare oggetti d'antiquariato presi da locande, cantine, chiese e banchi di pegno. In questo modo si raccolsero circa 1.500 oggetti, ai quali si aggiunse una collezione di incisioni dedicata alla città. Con questa collezione, il museo aprì nel 1888. La collezione iniziò ad incrementarsi e pertanto vennero costruite altre quattro ali alle due originarie.

## Il museo
Il museo è diviso in sezioni specialistiche, ognuna delle quali opera in autonomia, organizzando diverse mostre temporanee. Tra le sezioni specialistiche bisogna ricordare il Museo delle marionette, il Museo degli strumenti musicali, il Museo fotografico e il Film Museum. Oltre alle mostre organizzate dalle specifiche sezioni, vi sono mostre permanenti di armi antiche, oggetti d'artigianato e d'arte folcloristica. Il museo ospita i famosi dieci Moriskentänzer scolpiti da Erasmus Grasser nel 1480 circa e destinati ad ornare il salone cerimoniale dell'Altes Rathaus.